# Svenska Folkförbundet i Östersjöprovinserna
Svenska Folkförbundet i Östersjöprovinserna (estniska: Rootsi Rahvaliit), senare Svenska Folkförbundet i Estland, var ett politiskt parti i Estland grundat i mars 1917 i Reval, med syftet att företräda den svenska minoritetens intressen. I parlamentsvalet 1929 samarbetade man med Tysk-baltiska folkpartiet för att ta sig över småpartispärren. Partiet gav ut tidningen Kustbon, vilken efter andra världskriget omvandlades till en tidning för i Sverige boende estlandssvenskar, då majoriteten hade flytt undan den sovjetiska ockupationen.
Partiet ställde upp följande principprogram:
1. Svenskarna måste garanteras säte i Estlands blivande regering.
2. Garanti bör finnas att svenskarna blir representerade i det estniska parlamentet.
3. Fullständig kulturell autonomi eftersträvas.
4. Svenska språket bör få användas jämsides med riksspråket hos kommunala myndigheter.
5. Svenska språket bör få användas vid domstolar där svenskar är parter.

Inget av kraven kom att genomföras. Däremot satt Folkförbundets ordförande Hans Pöhl under flera år som ledamot av det estniska parlamentet. Partiet upplöstes på påskafton 1935 efter att regeringen förbjudit oppositionspartier.